# Погоня (Аватар: Легенда об Аанге)
«Погоня» (англ. The Chase) — восьмой эпизод второго сезона американского мультсериала «Аватар: Легенда об Аанге».

## Сюжет
Наступила весна, и Аппа линяет. Вечером Катара просит Тоф помочь команде разбить лагерь, но та отказывает, обустраивая лишь своё место. Они немного ругаются, но позже Катара приходит извиниться, однако примириться не получается. Ночью Тоф просыпается и с помощью земли чувствует, что к ним кто-то приближается. Улетая на Аппе, они видят военную машину. Отлетев на некоторое расстояние, Катара снова просит Тоф помочь с разгрузкой вещей, но та снова отказывается, и они сильно ссорятся. Далее Тоф снова чувствует приближение танка, и тогда команда летит довольно далеко. Они решают не разбивать лагерь и просто ложатся спать, предполагая, что их преследует Зуко. Когда их настигают снова, они решают посмотреть, кто гонится за ними. Из танка выходят Азула, Мэй и Тай Ли. Команда сначала пытается дать отпор, но затем решает сбежать. Они удивляются, как их находят, и видят восход солнца, понимая, что не спали всю ночь.
Девушки преследуют их, а Зуко скачет по следам машин. В полёте Аппа засыпает, и они падают. Катара и Тоф снова ругаются. Дело доходит до того, что Тоф обвиняет Аппу во всех их бедах, потому что преследовательницы находят команду по его линяющей шерсти. Аанг также ссорится с Тоф, защищая своего зубра, и тогда девочка решает уйти. Аанг и Катара понимают, что погорячились, и хотят помириться с Тоф. Перед этим они моют Аппу, и Аватар пускает ложный след шерсти, а Катара с Соккой летят искать Тоф. В лесу Тоф встречает дядю Айро, путешествующего в одиночку. Азула находит клачки шерсти и догадывается, что Аватар пытается их обмануть. Она идёт по следу, а подругам велит лететь в другую сторону и искать бизона. Аанг долетает до заброшенной деревни и ждёт преследовательницу там. Катара и Сокка замечают внизу Мэй и Тай Ли и перелетают реку. Однако отряд Азулы минует её и нападает на брата и сестру. Тай Ли ударяет Сокку по болевым точкам, и он не может драться. Мэй и Тай Ли побеждают Катару и Сокку, но их отбрасывает Аппа.
Азула приходит к Аангу и шуткой про Зуко раскрывает, что является сестрой последнего. Уставший Аанг больше не собирается бежать и готов сражаться. Тоф пьёт чай с дядей Айро. Он сам наливает ей чай, и она думает, что он это сделал, потому что считает её беспомощной, но Айро объясняет, что просто хотел помочь. Он говорит, что его племянник тоже не принимает поддержку, но дядя считает, что это неправильно. Айро в поисках своего заблудшего племянника. Его слова воздействуют на Тоф, и когда они заканчивают чаепитие, она решает вернуться к друзьям. В заброшенную деревню прибывает Зуко. Азула называет его Зу-зу, и это смешит Аанга. Зуко говорит сестре, чтобы она не стояла у него на пути, и что Аватар только его. Она стреляет в брата, после чего Аанг пытается улететь, но затем Азула бросается на него. В ходе битвы ей почти удаётся достать Аватара, но на помощь приходит Катара. Айро находит Зуко, которого Азула вырубила на дороге. Все окружают принцессу, и она говорит, что сдаётся, но внезапно выпускает молнию в дядю Айро. После этого Азула скрывается. Катара хочет помочь Айро, но Зуко не желает принимать помощь команды Аватара и прогоняет их прочь. Ночью команда Аватара летит на Аппе и наконец высыпается.

## Отзывы

Динамика оценок IGN к эпизодам 2 сезона мультсериала

Тори Айрленд Мелл из IGN поставил эпизоду оценку 9,4 из 10 и написал, что ему «нравится конфликт между Тоф и Катарой», ведь он показывает, «что даже если они кажутся взрослыми, они всё ещё дети». Рецензент отметил, что «наблюдать за соперничеством брата и сестры между Зуко и Азулой просто фантастически». В конце критик написал, что «этот эпизод действительно был страницей из вестерна», который является одним из любимых жанров Мелла. Он добавил, что «финальная схватка Азулы против всех была блестящей и полностью шокировала, когда синяя молния поразила дядю Айро».
Хайден Чайлдс из The A.V. Club написал, что «„Погоня“ начинается очень похоже на эпизод „33“ из сериала „Звёздный крейсер “Галактика„“, поскольку танк отряда девочек-подростков появляется каждый раз, когда команда Аватара пытается вздремнуть». Критик отметил, что «расставание с группой было неплохим ходом, поскольку Тоф затем встречает самого мудрого человека в „Аватаре“, дядю Айро», сцены с которым рецензент назвал «самыми лучшими». Чайлдс написал про трёхстороннюю битву Аанга, Зуко и Азулы, подметив, что режиссёр переводит зрителей «к крупному плану их глаз: Зуко и Азула подозрительно переглядываются, в то время как Аанг просто выглядит сонным».
Screen Rant поставил серию на 8 место в топе лучших эпизодов 2 сезона мультсериала по версии IMDb, а сайт CBR дал ей 7 место в таком же списке.